# Macvey Napier

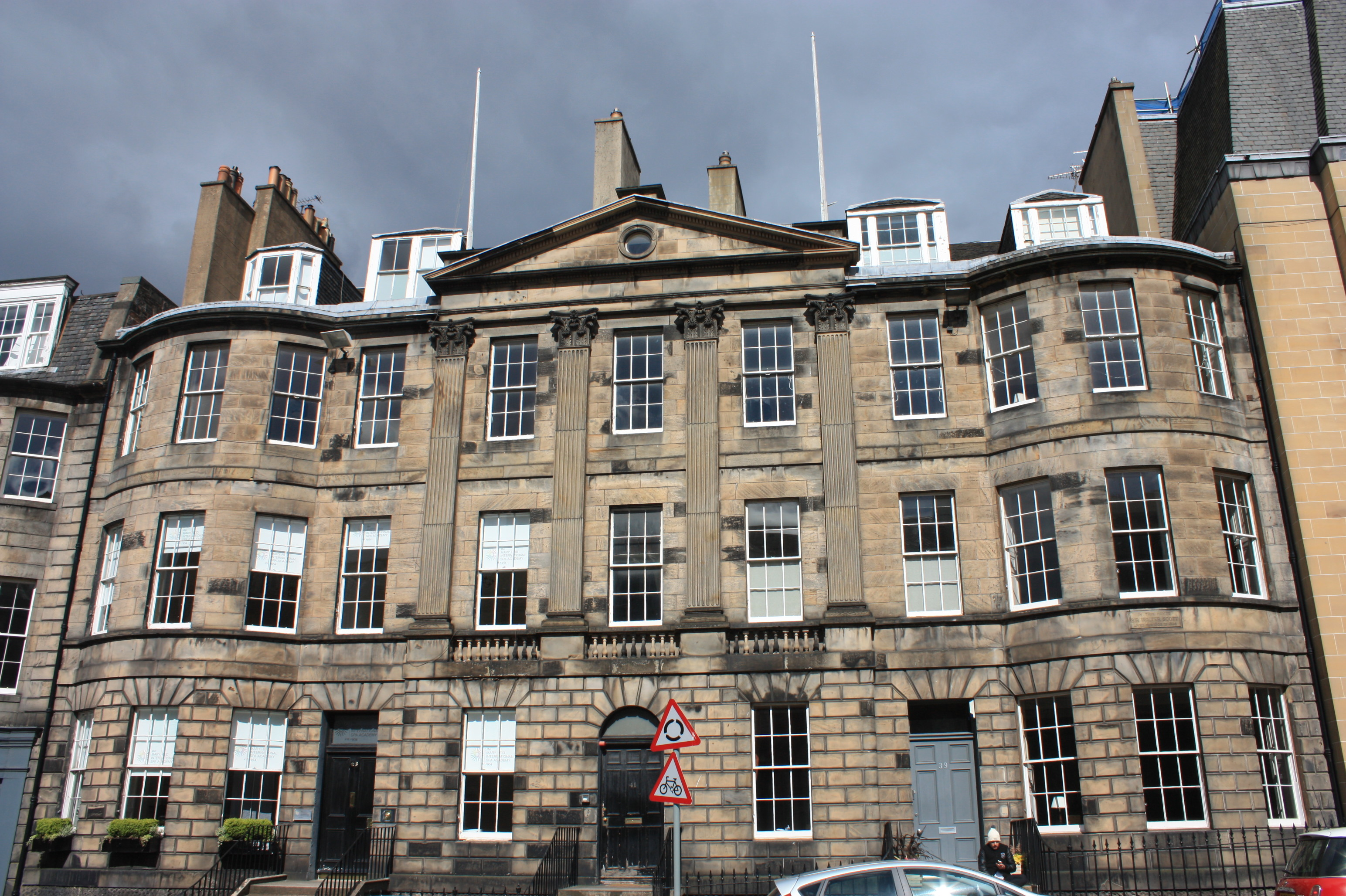
39 Castle Street (maintenant connue sous le nom de North Castle Street), Édimbourg abritant Macvey Napier

Macvey Napier (né Napier Macvey) (11 avril 1776 - 11 février 1847) est un avocat écossais, un juriste et un éditeur de l'Encyclopædia Britannica. Il est professeur à l'Université d'Édimbourg.

## Biographie
Macvey est né le 12 avril 1776 à Kirkintilloch, fils de John Macvey, un marchand de la ville. Le nom de jeune fille de sa mère est Napier.
Il étudie d'abord le droit à l'Université de Glasgow puis à l'Université d'Édimbourg avant de se lier d'amitié avec l'éditeur Archibald Constable en 1798. Constable demande plus tard à Napier d'écrire pour l'Edinburgh Review avec des articles commençant à partir de 1805 et devient rédacteur en chef en 1814. Il recrute à son tour plusieurs autorités éminentes pour écrire dans la 6e édition et son supplément, ainsi que dans la 7e édition de la Britannica. Il est rédacteur en chef de la Review à partir de 1829.
De 1805 à 1837, il est bibliothécaire à la Signet Library, la bibliothèque de droit des avocats d'Édimbourg.
De 1816 à 1824, il donne des conférences sur le transfert de propriété juridique et, en 1825, il devient professeur de transfert de propriété à l'Université d'Édimbourg.
Il est intronisé à la Royal Society de Londres pour l'amélioration des connaissances naturelles en 1817. En 1812, il est élu membre de la Royal Society of Edinburgh.
En 1817, il a une brouille publique avec le professeur John Wilson (écrivain écossais) dans une série de lettres publiées dans le Blackwood's Magazine sous le titre de Hypocrisy Unveiled.
En 1829, il remplace Francis Jeffrey comme rédacteur principal de The Edinburgh Review.
Dans les années 1830, il est répertorié comme vivant au 39 Castle Street dans la nouvelle ville d'Édimbourg, une maison de ville de 3 étages dans un bloc de quatre étages et un grenier. C'était auparavant la maison de Walter Scott.
Il meurt à Édimbourg le 11 février 1847 et est enterré dans le cimetière épiscopal de St John à l'extrémité est de Princes Street.

## Famille
Napier épouse Catharine Skene (décédée en 1828) en 1797 et ils ont sept fils et trois filles. Un fils, Macvey, édite les articles de son père pour publication; Alexander devient le vicaire de Holkham, Norfolk; John est mort aux Antilles; David Skene est un marchand à Singapour et donne à George Coleman sa première commission importante pour construire une grande résidence palladienne en 1826 ; et William est allé à Singapour en tant qu'avocat en 1833.

## Œuvres
- Napier, « Review of The Tribute », Edinburgh Review, vol. 66,‎ octobre 1837, p. 103–110 (lire en ligne)
- Macvey Napier, Memoir of Sir John Leslie in 7th edition of the Encyclopædia Britannica, A. and C. Black, 1838 (lire en ligne)
- Macvey Napier, Lord Bacon and Sir Walter Raleigh, Macmillan and co, 1853 (lire en ligne)
- Selections from the correspondence of the late Macvey Napier, esq.; edited by his son, Mackey Napier, Macmillan and Co., 1879 (lire en ligne)